# Gynophorea weileri
Gynophorea weileri là một loài thực vật có hoa trong họ Cải. Loài này được Gilli mô tả khoa học đầu tiên năm 1955.